# FC Pfeil 1919 Lauenburg
FC Pfeil 1919 Lauenburg was een Duitse voetbalclub uit de Pommerse stad Lauenburg in Pommern, dat tegenwoordig het Poolse Lębork is.

## Geschiedenis
De voetbalclub werd in 1919 opgericht. De club was aangesloten bij de Baltische voetbalbond en speelde in de competitie van Stolp/Lauenburg, een voorronde van de Pommerse competitie, waar de club speelde in de schaduw van stadsrivaal SV Sturm 1919 Lauenburg. In 1930 werd de competitie overgeheveld naar Grensmark. Pfeil eindigde drie keer in de middenmoot.
In 1933 werd de Baltische bond ontbonden en de Gauliga werd nu de hoogste klasse. Pfeil kwalificeerde zich niet voor de nieuwe Gauliga Pommern. In 1935 promoveerde de club. Nadat in het eerste seizoen degradatie net afgewend werd eindigde de club in 1936/37 op de vierde plaats, wat net genoeg was voor het behoud omdat de competitie van twee reeksen werd teruggebracht, rivaal Sturm degradeerde. De volgende twee seizoenen eindigde de club opnieuw net boven de degradatiezone en in 1939/40 kon deze niet meer afgewend worden. Hierna slaagde Pfeil er niet meer in terug te keren.
Na het einde van de oorlog werden alle Duitse voetbalclubs ontbonden. Lauenburg werd nu een Poolse stad en Fußball Club Pfeil hield op te bestaan.